# 藤田健斗
藤田 健斗（ふじた けんと、2001年10月18日 - ）は、滋賀県長浜市出身のプロ野球選手（捕手）。右投右打。阪神タイガース所属。

## 経歴

### プロ入り前
長浜市立高月小学校2年で「高月スポーツ少年団」に入団し野球を始め、長浜市立高月中学校時代は「滋賀ユナイテッドジェイボーイズ」に所属。
中京学院大学中京高校では1年春からベンチ入りし、同秋より「4番・捕手」に定着。新チームとなった2年秋には主将に就任した。3年時の4月にはU-18日本代表の1次候補合宿に参加。同年夏の甲子園大会に出場し、捕手として完投数が0と戦略的継投策を徹底したチーム方針の下で投手陣を支え、4番打者としても15打数7安打、打率.467の活躍で同校初のベスト4進出に貢献した。準決勝の星稜戦では奥川恭伸から安打を記録するも、チームは奥川の前に7回2安打に抑えられ0-9で敗退。高校通算23本塁打。
2019年のNPBドラフト会議にて、阪神タイガースから5巡目指名を受け、契約金3000万円、年俸500万円（金額は推定）で仮契約を結んだ。背番号は59。

### 阪神時代
2020年は一軍への昇格はなく、ウエスタン・リーグ36試合に出場して打率.178、0本塁打、5打点という打撃成績だった。また守備面ではリーグワーストとなる捕逸5、盗塁阻止率1割2分と低い数字に終わり課題が残る一年となった。11月19日、左手有鈎骨の骨部分切除術を受けたことを発表した。
2021年は東京オリンピックによるシーズン中断中に行われたエキシビションマッチで一軍招集され、岩田稔とのバッテリーで8回裏からマスクを被るも、3失点という結果だった。打撃成績もウエスタン・リーグで打率.143と結果を残せず、出場は32試合にとどまった。
2022年はウエスタン・リーグでは65試合に出場。打率.243と打撃成績を向上させた。オフには甲斐拓也の自主トレーニングに参加した。
2023年はウエスタン・リーグで50試合に出場するも、打率.212という成績に終わり、この年も一軍出場は果たせなかった。オフには再び甲斐の自主トレーニングに参加した。
2024年は7月12日までにウエスタン・リーグで35試合に出場して打率.236という成績を残し、同日プロ入り後初めて一軍登録されたものの、出場機会無く19日に登録を抹消された。最終的にウエスタン・リーグで60試合に出場し、打率.174という成績だった。オフには3年連続で甲斐の自主トレーニングに参加。

## 選手としての特徴
捕手として、二塁送球最速1.79秒の強肩を活かしたスローイングに加え、投手の長所を引き出すインサイドワークが持ち味。
阪神バッテリーコーチの野村克則は、藤田について、「守備型の捕手」と評している。

## 人物
高校3年春に参加したU-18日本代表の1次候補合宿にて、紅白戦で佐々木朗希とバッテリーを組んだ際に佐々木の投球が高校生歴代最速となる163km/hを計測。藤田自身も「163km/hを受けた捕手」として注目を集めることとなった。藤田は当時の佐々木の投球について「目も体も追い付かなかった。怖かった」と語っている。なお、佐々木の投球を受けたことで「指が裂けた」などといった報道が一部でなされていたが、実際には元々負っていた傷の瘡蓋が試合中に剥がれていただけであったことを後に明かしている。
小学6年時にそろばん1級を取得している。

## 詳細情報

### 背番号
- 59（2020年[11] - ）